# Agricultura na Região Sul do Brasil

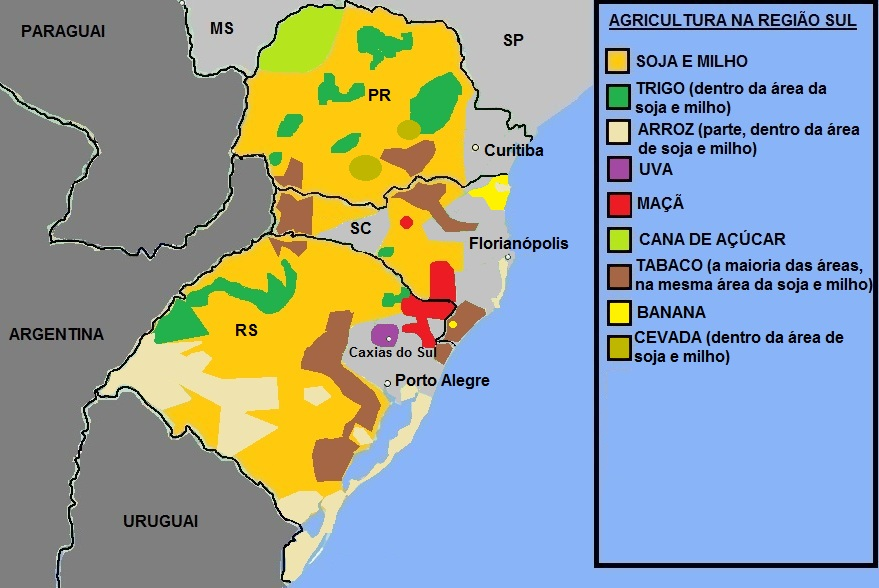
Alguns dos principais cultivos agrícolas da Região Sul do Brasil.

A agricultura na Região Sul do Brasil é uma das principais atividades econômicas dessa região brasileira. A maioria do território da Região Sul do Brasil tem na pecuária a sua atividade primária ocupante, porém, a atividade econômica mais rentável e maior empregadora de trabalhadores é a agricultura. A atividade agrícola é distribuída em dois setores de maior amplitude e diversificação. São eles: a policultura e a monocultura comercial.
- Policultura: Se desenvolve em pequenas fazendas pertencentes às famílias. A introdução da policultura foi realizada por imigrantes vindos da Europa, principalmente aqueles que vieram da Alemanha, na área onde as florestas antigamente ocupavam. São cultivados principalmente milho, feijão, mandioca, batata, frutas e fumo.[4]
- Monocultura comercial: Se desenvolve em fazendas de maior porte. A monocultura tem frequência nas áreas campestres localizadas no Rio Grande do Sul, onde são cultivados soja, trigo e, algumas vezes arroz.[4]

A região que se diferencia desses ambos setores é o Norte do Paraná, localizado entre São Paulo e a parte subtropical e fria do Sul. Naquela área onde anteriormente a floresta tropical do planalto ocupava, as monoculturas comerciais predominantes são as de algodão, cana-de-açúcar e, principalmente, soja, laranja e café. A erva-mate, produzida por extrativistas, também se cultiva.
Em 2020, o Sul produziu 32% do total nacional de cereais, leguminosas e oleaginosas. Foram 77,2 milhões de toneladas, perdendo apenas para o Centro-Oeste. Paraná (14,9%) e Rio Grande do Sul (14,3%) são o 2º e 3º maior produtores do país.
O Rio Grande do Sul é maior produtor de arroz do País, com 70,5% da produção do Brasil, perto de 7,3 milhões de toneladas em 2020 (Santa Catarina é o segundo maior produtor nacional).
O Rio Grande do Sul é, ainda, o maior produtor de tabaco no país que, por sua vez, é o maior exportador mundial. O Brasil é o segundo maior produtor mundial e líder em exportação de tabaco desde os anos 90, com 98% da produção brasileira sendo realizada na Região Sul. 
A região Oeste do Paraná é hoje o principal polo transformador de grãos em proteína animal do País. 
Na soja, o Paraná e o Rio Grande do Sul estão entre os maiores produtores do país, com cerca de 16% da produção nacional para cada um, perdendo apenas para o Mato Grosso que tem 27% da produção. O Paraná produziu, em 2020, 19,8 milhões de toneladas, e o Rio Grande do Sul, 19,3 milhões de toneladas. 
Sobre a cana-de-açúcar, o Paraná era, em 2017, o quinto maior produtor de cana, terceiro de açúcar e quinto de álcool do país. Colheu cerca de 46 milhões de toneladas de cana neste ano. O setor sucroalcooleiro do Estado tem 25 usinas e emprega cerca de 55 mil pessoas. As regiões de Umuarama, Paranavaí, Maringá e Jacarezinho concentram a produção. O Brasil é o maior produtor mundial, com 672,8 milhões de toneladas colhidas em 2018. 
A Região Sul é a maior produtora de cevada do Brasil. Na década de 1990, o estado do Rio Grande do Sul foi o maior produtor (66,8% da produção total do país), no entanto, na década seguinte o Paraná passou a ocupar esta posição (49,8% da produção). No período de 2007-2011, 55,0% da área de cultivo concentrou-se no Paraná (62,6% da produção), 42,4% no Rio Grande do Sul (34,9% da produção) e 2,6% em Santa Catarina (2,5% da produção).  O estado do Paraná colheu 219,2 mil toneladas em 2019, 60% da produção nacional. Além do clima mais frio exigido pela cevada, a vantagem dos produtores do Paraná é a proximidade com a maior maltaria da América Latina, pois a cevada é cultivada em escala comercial exclusivamente para uso na fabricação de malte, principal matéria prima da indústria cervejeira. Porém, o Brasil está longe de ser auto-suficiente na produção de cevada para malte. O mercado brasileiro consome, em média, 1,5 milhão de toneladas por ano. O Brasil produz 335 mil toneladas, próximo de 22%. A maior parte do produto, 73%, vem da Argentina e Uruguai. 
O Rio Grande do Sul também é o maior produtor nacional de trigo, outra cultura que exige climas frios, com 2,3 milhões de toneladas em 2019.  O Paraná é o 2º maior produtor, com uma produção quase idêntica ao Rio Grande do Sul. Em 2019, os 2 estados colheram juntos cerca de 85% da safra do Brasil, mas mesmo assim, o país é um dos maiores importadores globais do cereal, tendo importado cerca 7 milhões de toneladas neste ano, para atender a um consumo de 12 milhões de toneladas.  A maior parte do trigo que o Brasil importa vem da Argentina. 
A Região Sul também é a maior produtora de aveia do Brasil. Em 2019, a produção nacional foi próxima de 800 mil toneladas, sendo quase toda realizada no Sul (Paraná e Rio Grande do Sul), havendo ainda uma pequena produção no Mato Grosso do Sul. 
Em 2017, o Paraná era o 2º maior produtor de milho do país com 41,5 milhões de toneladas; em terceiro, o Rio Grande do Sul, com 35,3 milhões. 
Desde 2006, o Paraná lidera a produção de feijão no Brasil.  O Brasil é o 3º maior produtor de feijão do mundo, com uma safra anual de cerca de 3 milhões de toneladas, 11% da produção mundial. Em 2018, a Região Sul foi o principal produtor de feijão com 26,4% do total, seguida pela Centro-Oeste (25,4%), Região Sudeste (25,1%), Nordeste (20,6%) e Norte (2,5%). O Estado do Paraná lidera o ranking dos principais produtores nacionais com 18,9% do total produzido. 
O Rio Grande do Sul é responsável por 90% da produção nacional de uvas, e elabora 90% do vinho produzido no país, 85% do espumante, e 90% do suco de uva, principalmente na área de Caxias do Sul e arredores. 
Os três Estados do Sul do país são responsáveis por 95% da produção nacional de maçã, e Santa Catarina aparece no topo da lista de produção, disputando com o Rio Grande do Sul. A região de São Joaquim é responsável por 35% do plantio nacional de maçã O Rio Grande do Sul colhe 45% das maçãs brasileiras, e é o maior exportador de maçãs do país. A região dos Campos de Cima da Serra, no entorno de Vacaria, é o grande destaque: concentra 88% da produção gaúcha e 37% da nacional.
O Rio Grande do Sul é o maior produtor de pêssego do Brasil, com metade do volume colhido no Brasil em 2018. O restante da produção brasileira ocorre em Santa Catarina, Paraná, São Paulo e Minas Gerais. 
Rio Grande do Sul também é o maior produtor de figo do país, segundo dados de 2018. 
No café, o Paraná é o estado produtor localizado mais ao sul do país. Já foi o maior estado produtor do Brasil: em 1962, o Paraná respondeu por 58% da produção nacional, mas em 2017, teve só 2,7% do total produzido no país. A cultura do café foi substituída por outras culturas de plantio, e o foco do Estado atualmente tem sido investir em grãos de café especiais, mais caros. 
Em 2018, Rio Grande do Sul e Paraná foram os 3º e 4º maiores produtores de tangerina do Brasil.  O Rio Grande do Sul também é responsável por 19% da produção de caqui do Brasil, sendo o 2º maior produtor nacional. 
Em 2019, no Brasil, havia uma área total produtora em torno de 4 mil hectares de morango. Rio Grande do Sul e Paraná eram o 3º e 4º maiores produtores do país, com área aproximada de 500 ha plantados.